# Дружба (Тимирязевский район)
Дружба (каз. Дружба) — село в Тимирязевском районе Северо-Казахстанской области Казахстана. Административный центр и единственный населённый пункт Интернационального сельского округа. Код КАТО — 596244100.

## География
Расположено около озера Кошкар.

## Население
В 1999 году население села составляло 894 человека (457 мужчин и 437 женщин). По данным переписи 2009 года, в селе проживало 372 человека (189 мужчин и 183 женщины).